# Karlheinz Klotz
Karlheinz Klotz (* 10. März 1950 in Neureut (Karlsruhe)) ist ein ehemaliger deutscher Leichtathlet.
Sein Trainer beim TV Neureut-Süd war Heinz Heuser.
Bei den Deutschen Meisterschaften 1971 in Stuttgart gewann er über 100 und 200 Meter in 10,1 Sekunden und 20,5 Sekunden.
Bei den Olympischen Spielen 1972 in München gewann er mit der Staffel der Bundesrepublik die Bronzemedaille im 4-mal-100-Meter-Lauf (38,79 s; zusammen mit Jobst Hirscht, Gerhard Wucherer und Klaus Ehl, Karlheinz Klotz als zweiter Läufer).
Für den Gewinn der Bronzemedaille bei den Olympischen Spielen 1972 erhielt er am 11. September 1972 – zusammen mit den anderen Staffelmitgliedern – das Silberne Lorbeerblatt.
Karlheinz Klotz startete auch bei den Europameisterschaften 1971 in Helsinki. Im 100-Meter-Lauf schied er im Zwischenlauf aus. Im 100-Meter-Staffelfinale ging beim Wechsel zwischen ihm und Gerhard Wucherer der Stab verloren, und die Staffel der Bundesrepublik schied aus.
Karlheinz Klotz gehörte dem TUS Neureut an. In seiner aktiven Zeit war er 1,87 m groß und wog 77 kg.
Er arbeitete als Bau-Ingenieur. Er lebt in Neureut, ist verheiratet und hat zwei Kinder.